# Muara Bahar
Muara Bahar is een bestuurslaag in het regentschap Musi Banyuasin van de provincie Zuid-Sumatra, Indonesië. Muara Bahar telt 4097 inwoners (volkstelling 2010).